# PDGFA
PDGFA (англ. Platelet derived growth factor subunit A) – білок, який кодується однойменним геном, розташованим у людей на короткому плечі 7-ї хромосоми. Довжина поліпептидного ланцюга білка становить 211 амінокислот, а молекулярна маса — 24 043.
| 10         |  | 20         |  | 30         |  | 40         |  | 50         |
| ---------- |  | ---------- |  | ---------- |  | ---------- |  | ---------- |
| MRTLACLLLL |  | GCGYLAHVLA |  | EEAEIPREVI |  | ERLARSQIHS |  | IRDLQRLLEI |
| DSVGSEDSLD |  | TSLRAHGVHA |  | TKHVPEKRPL |  | PIRRKRSIEE |  | AVPAVCKTRT |
| VIYEIPRSQV |  | DPTSANFLIW |  | PPCVEVKRCT |  | GCCNTSSVKC |  | QPSRVHHRSV |
| KVAKVEYVRK |  | KPKLKEVQVR |  | LEEHLECACA |  | TTSLNPDYRE |  | EDTGRPRESG |
| KKRKRKRLKP |  | T          |  |            |  |            |  |            |

A: Аланін

C: Цистеїн

D: Аспарагінова кислота

E: Глутамінова кислота

F: Фенілаланін

G: Гліцин

H: Гістидин

I: Ізолейцин

K: Лізин

L: Лейцин

M: Метіонін

N: Аспарагін

P: Пролін

Q: Глутамін

R: Аргінін

S: Серин

T: Треонін

V: Валін

W: Триптофан

Кодований геном білок за функціями належить до факторів росту, мітогенів, білків розвитку. 
Задіяний у такому біологічному процесі, як альтернативний сплайсинг. 
Секретований назовні.